# Kazuró Watanabe
Kazuró Watanabe (japonsky 渡辺 和郎, Watanabe Kazuró; * 1. květen 1955, Kuširo, Japonsko) je japonský amatérský astronom a člen Astronomical Society of Japan.
Objevil více než 500 asteroidů. Je autorem či spoluautorem publikaci Šówakusei Hunter (japonsky 小惑星ハンター, Šwakusei hantá), Tentai šašin Manual (japonsky 天体写真マニュアル, Tentai šašin manjuaru), Bokura no jume no hošizora (japonsky 僕らの夢の星空) a dalších. Přispívá i do měsíčníku Gekkan tenmon Guide (japonsky 月刊天文ガイド, Gekkan tenmon gaido).
Jeho jméno nese planetka 4155 Watanabe.